# Capparis bequaertii
Capparis bequaertii là một loài thực vật có hoa trong họ Capparaceae. Loài này được De Wild. mô tả khoa học đầu tiên năm 1922.